# Ваэга, То’о
То’о Ваэга (англ. To'o Vaega, родился 17 августа 1965 в Мото'отуа) — самоанский профессиональный регбист, выступавший на позиции центрового. Один из рекордсменов сборной Самоа по числу игр за сборную, один из выдающихся центровых в истории регби.

## Биография
На протяжении долгого времени выступал в Новой Зеландии в первенстве провинций за разные клубы, в том числе за команду «Саутленд». В профессиональном чемпионате Супер 12 дебютировал в составе клуба «Хайлендерс» в 1996 году, в матче против «Вестерн Прованс» занёс три попытки, что стало уникальным достижением. Позже выступал за «Блюз». За сборную Самоа дебютировал 14 июня 1986 года матчем против Уэльса, выступал за сборную на протяжении 15 лет, последнюю игру провёл 11 ноября 2001 года против Ирландии. Участник трёх чемпионатов мира по регби: 1991, 1995 и 1999 годов.
Важнейшей в карьере Ваэга стала игра 6 октября 1991 года против Уэльса на чемпионате мира 1991 года, прошедшая в Кардиффе и завершившаяся победой со счётом 16:13 в пользу Самоа. Самоанцы благодаря победе над сильной валлийской сборной в первом туре обеспечили во многом себе в четвертьфинал чемпионата мира, а Ваэга занёс важнейшую первую попытку в игре. В честь города, в котором самоанцы одержали важнейшую в их истории победу, был назван и его сын Кардифф, выступающий за клуб «Саутленд» в Кубке ITM (чемпионате провинций Новой Зеландии).